# Bobby, Movie Director
Bobby, Movie Director è un cortometraggio muto del 1917 diretto da Wesley Ruggles.

## Produzione
Il film fu prodotto dalla Vitagraph Company of America.

## Distribuzione
Distribuito dalla Greater Vitagraph (V-L-S-E), il film - un cortometraggio - uscì nelle sale cinematografiche statunitensi il 7 agosto 1917.